# Endophragmiella hughesii
Endophragmiella hughesii är en svampart som beskrevs av D. Hawksw. 1979. Endophragmiella hughesii ingår i släktet Endophragmiella och familjen Helminthosphaeriaceae.   Inga underarter finns listade i Catalogue of Life.